# Věcov
Věcov (en allemand : Wietzau) est une commune du district de Žďár nad Sázavou, dans la région de Vysočina, en République tchèque. Sa population s'élevait à 710 habitants en 2020.

## Géographie
Věcov se trouve à 8,5 km au nord-est de Nové Město na Moravě, à 17,5 km à l'est-nord-est de Žďár nad Sázavou, à 48,5 km au nord-est de Jihlava à 136 km au sud-est de Prague.
La commune est limitée par Líšná et Nový Jimramov au nord, par Jimramov au nord-est, par Strachujov à l'est,  par Velké Janovice au sud-est, par Lísek, Zubří et Nové Město na Moravě au sud, et par Kuklík à l'ouest.

## Histoire
La première mention écrite de la localité date de 1392.

## Administration
La commune se compose de six quartiers :
- Věcov
- Jimramovské Pavlovice
- Koníkov
- Míchov
- Odranec
- Roženecké Paseky

## Transports
Par la route, Věcov se trouve à 10 km de Nové Město na Moravě, à 21 km de Žďár nad Sázavou, à 57 km de Jihlava et à 175 km de Prague.